# Django – Die Geier stehen Schlange
Django – Die Geier stehen Schlange ist ein Italowestern von Alberto Cardone aus dem Jahr 1966.

## Handlung
Johnny Ashleys (in der deutschen Version: Django) Frau wurde getötet und sein Sohn Jerry entführt. Fast 20 Jahre lang sucht Django nach ihm. In der Nähe der Stadt Wishville, in der das Schicksal alle Protagonisten zusammenführt, lebt er als inzwischen fast erwachsener Sohn des Banditenbosses „El Chacal“. Im Ort ist Djangos Geliebte Emily Inhaberin eines Saloons. Ihre jüngere Schwester Sybil, die sich in Jerry verliebt hat, wird von Jerry erschossen, nachdem sie ihn und El Chacal bei der Verabredung eines Überfalls belauscht hat. Es gelingt ihr aber noch, die Bewohner der Stadt zu warnen.  Der Überfall misslingt und Django erledigt El Chacal in einem schier nicht enden wollenden mörderischen Faustkampf. Jerry will deshalb aus Rache Django töten. Um Jerrys Leben zu retten, geht seine Adoptivmutter, die Frau des Schakals, zu Django und informiert diesen darüber, dass Jerry sein entführter Sohn ist. Bevor sie dies auch Jerry mitteilen kann, erschießt der sie. Django will den Kampf vermeiden und Jerry retten. Beim Schlusskampf im Schlamm (das Duell wird von einem Gewitter und sintflutartigem Regen begleitet), ringt er mit Jerry und will ihn dazu bringen zu fliehen, um ihn vor dem Hängen zu bewahren. Allerdings stirbt Jerry, als er sein Messer zieht und dabei unglücklich hinein fällt.

## Rezeption
„Weiteres Produkt der Django-Serie, überaus brutal, mit sinnlosen Gewalt- und Tötungsszenen.“

„Ein angeblicher Regisseur müht sich recht und schlecht…, etwas Schwung in die Angelegenheit zu bringen.“

„Obwohl der Film vielleicht noch etwas unausgegoren ist, gelingt es dem Regisseur, eine dunkle und brutale Atmosphäre zu schaffen…äußerst dramatische und stimmungsvolle Musik.“

„(Cardone) erzählt eine schnörkellose Rachegeschichte ohne wesentliche Überraschungen. Das tragische Potential der Situation ging an Cardone wohl vorbei.“

## Hintergrund
- Einer der ersten Filme der lange dauernden Zusammenarbeit von Alberto Cardone und Mario Siciliano, hier mit Anthony Steffen. Oftmals sind diese Arbeiten geprägt von biblischen (und griechischen) Figurenkonstellationen oder Situationen, hier die undurchsichtigen familiären Verflechtungen, unter denen nahezu alle Protagonisten leiden.
- Vorangestellt ist dem Film auch ein „Bibelzitat“, tatsächlich eine Gemengelage verschiedener Verse aus dem Buch der Sprichwörter (Salomo):
  - „Mein Sohn höre diese Worte: (4,20; 5,1 und öfter – üblicher Beginn der Weisungen dort)
  - Alle Menschen werden gleich geboren, (unzuordenbar)
  - aber die Torheit ist an das Herz des Jünglings gebunden. (22,15)
  - Und wenn dieser einmal seinen Weg eingeschlagen hat (eine Paraphrase von Spr.2)
  - wird er nicht mehr davon abkommen. (ebenso)
  - Der Umgang mit den Weisen macht dich weise; (13,20)
  - wer aber an den Narren Wohlgefallen hat, wird in Sünde fallen.“ (13,20)
- Der Originaltitel („Sieben Dollar auf Rot“) bezieht sich darauf, dass der Schakal nach der Ermordung von Djangos indianischer Frau sieben Ein-Dollar-Münzen auf den roten Rock der Frau wirft und zynisch meint, dafür könne sich Django ja eine neue, billige Indianer-Squaw kaufen.
- Die deutsche Kinofassung war um etwa zehn Minuten gekürzt; die DVD-Fassung ist vollständig.

- Die Filmsongs werden gesungen von Peter Tevis bzw. July Ray.

## Synchronisation
Die Deutsche Synchron besetzte unter der Regie von Karlheinz Brunnemann, der das Dialogbuch von Ursula Buschow umsetzte:
- Anthony Steffen: Gert Günther Hoffmann
- Elisa Montes: Renate Danz
- Fernando Sancho: Martin Hirthe
- Loredana Nusciak: Renate Küster
- Roberto Miali: Christian Brückner
- José Manuel Martin: Horst Niendorf
- Carla Calò: Christine Gerlach
- Spartaco Conversi: Toni Herbert
- Alfredo Varelli: Rolf Schult

sowie Hans Walter Clasen, Karlheinz Brunnemann, Edgar Ott, Friedrich W. Bauschulte und Wolfgang Amerbacher